# 이종연
이종연(John Y. Lee, 1928년 11월 23일~2024년 5월 1일)은 대한민국의 군인 출신 변호사이다.
한국 전쟁에 참전하였고 미국 해병대에서 통역장교로 복무하면서 인천상륙작전, 장진호 전투 등에서 활약하였다.

## 생애

### 생애 초기
1928년 황해도에서 출생하였다. 서울로 유학을 와서 고려대학교 2학년 재학중 한국 전쟁이 발발하였다.

### 한국 전쟁
한국 전쟁 발발 후 피란길에 미8군에서 통역병을 구한다는 소식을 듣고 자원하여 중위 계급의 통역장교가 되어 미 제1임시해병여단 5연대 수송중대에 배속되어 낙동강 방어선 전투에 참가하였다.
미 제1임시해병여단 5연대가 미 제1해병사단에 배속되었고 이에 따라 인천상륙작전, 장진호 전투에 참가하였다.

### 한국 전쟁 이후
1954년 군 전역 후 미국으로 유학을 떠났고 변호사가 되어 미국에서 활동하였다.
1983년 장진호 전투 참전용사회(The Chosin Few)의 창립멤버로 창립에 주도적인 역할을 했다.

## 상훈
1951년, 미국 정부로부터 리전 오브 메리트(Legion of Merit)를 수상하였다.

## 같이 보기
- 장진호 전투